# Pastoralis officii
Pastoralis officii ist eine Enzyklika, mit der sich Papst Leo XIII. am 12. September 1891 an das Episkopat des Deutschen Reiches und Österreich-Ungarns wandte. Der Untertitel lautete: „Über die sittlichen Probleme des Duellierens“.

## Absurdität des Duellierens
Mit dieser Enzyklika beantwortet der Papst die Anfrage der Bischöfe, die zur Frage des Duellierens eine verbindliche pastorale Aussage der katholischen Kirche erbeten hatten. In seiner Antwort bringt er zum Ausdruck, dass das Duellieren nicht den christlichen Geboten entspreche und er deshalb eine Richtlinie seiner Vorgänger wiederholen wolle: Es sei rechtlich und sittlich nicht erlaubt, dass sich Männer in diesem „Wettbewerb“ zu töten oder zu verwunden suchten, da dieser private Kampf nichts mit Selbstverteidigung zu tun habe. Der Papst stellt das Duellieren als eine Absurdität dar: Diese Männer verteidigten nicht ihre Ehre, denn Ehre und Töten seien sittlich unvereinbar.

## Strafe für das Duellieren
Männer, die diesen Geboten zuwiderhandelten, sollten die gerechte kirchliche und staatliche Strafe erhalten. Für die Kirche hieße das: den Ausstoß aus der christlichen Gemeinschaft. Es sei auch nicht anzuerkennen, dass durch gegenseitige Beleidigungen die Ehre eines Mannes verletzt würde. Deshalb sei die gesetzgebende Macht aufgefordert, nachdrücklich diese Machenschaften zu unterbinden und das Duellieren unter Strafe zu stellen. Dabei dürften keine Unterschiede zwischen Militärs und Zivilpersonen gemacht werden; im Gegenteil: Gerade die Militärs verfügten über Ehrengerichte und Verordnungen, die das Duellieren unterbinden würden. Das Duellieren zwischen Zivilpersonen sei ebenso verwerflich, und auch das staatliche Recht erlaube nicht das Töten und Morden.